# Carposina philpotti
Carposina philpotti là một loài bướm đêm thuộc họ Carposinidae. Nó là loài đặc hữu của New Zealand.

## Phụ loài
- Carposina philpotti philpotti (Dugdale, 1971) (Auckland, Adams Island, Enderby Island, Ocean Island, quần đảo Rose)[2]
- Carposina philpotti hudsoni (Dugdale, 1988)